# Hytta

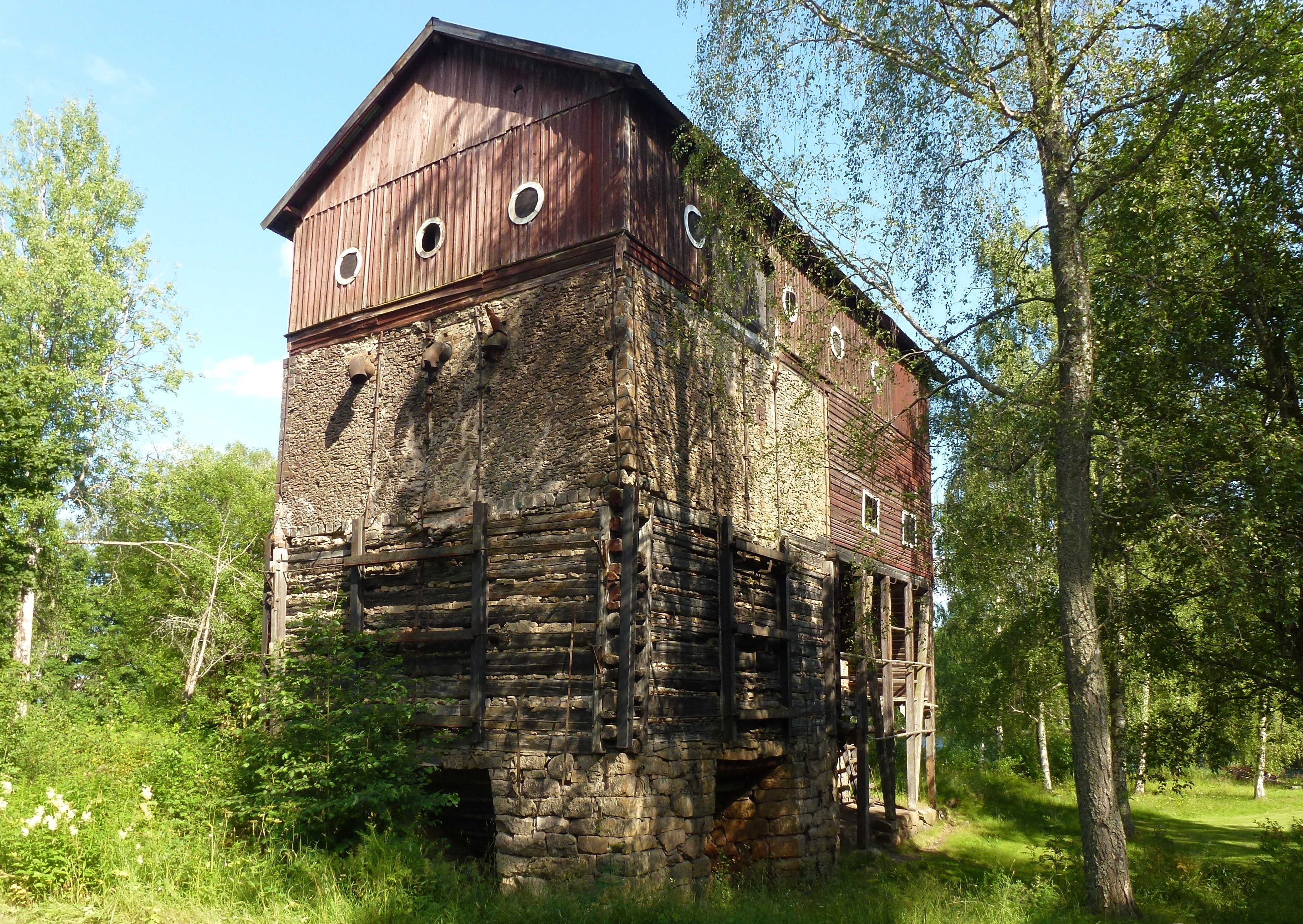
Hyttan vid Norns bruk, en av Sveriges bäst bevarade mulltimmerhyttor.

En hytta (inom metallurgin även masugn) är en smältugn för framställning av metaller eller glas. Termen hytta nyttjas även som benämning på smältugnen och omgivande byggnader vid järnbruk eller glasbruk. Inom bergshantering är skillnaden mellan hytta och masugn att det förstnämnda kan avse en smältugn för inte nödvändigtvis just järnmalm, utan även koppar-, eller silvermalm. Vid en masugn kan däremot endast tillverkning av tackjärn ske.
I Sverige var en hytta förr ofta synonymt med ett mindre järnbruk, eller en del av ett större. Hyttan var platsen där malmen från järngruvorna smältes ned till tackjärn. Malmen transporterades från gruvan till en rostugn, varefter den rostade malmen kunde smältas i masugnen (hyttan). Biprodukt var slagg som kunde användas för byggnadsändamål men ofta finns kvar i stora högar. För att smälta exempelvis järnmalm krävs mycket höga temperaturer, vilket kräver stora mängder träkol. Skogarna runt de svenska järngruvorna höggs ner och lades i milor för att föda hyttorna med träkol som skapades i milorna genom ofullständig förbränning av veden.
Hyttans produkt, tackjärnet, kunde säljas och transporteras, men innan det kunde smidas krävdes färskning vilket gav slutprodukten för järnutvinningen: stångjärn.

## Ortnamn med namnet "hyttan"
- Arbohyttan
- Arkhyttan
- Amshyttan
- Barkhyttan
- Bergshyttan
- Björkhyttan
- Blackstahyttan
- Bolhyttan
- Davidshyttan
- Djörkhyttan
- Fanthyttan
- Filipshyttan
- Garphyttan
- Grythyttan
- Guldsmedshyttan
- Gusselhyttan
- Gussarvshyttan
- Hässhyttan
- Ivarshyttan
- Klenshyttan
- Klunkhyttan
- Koppslahyttan
- Kväggeshyttan
- Lekhyttan
- Lienshyttan
- Långshyttan
- Morshyttan
- Mullhyttan
- Mårdshyttan
- N Pershyttan
- Nisshyttan
- Nya Prästhyttan
- Norhyttan
- Nyhyttan, Nora
- Nyhyttan, Norberg
- Olshyttan
- Pershyttan
- Prästhyttan
- Raffshyttan
- Riddarhyttan
- Ringshyttan
- Rosshyttan
- Ryllshyttan
- Rämshyttan
- Rönneshytta
- Rörshyttan
- S Pershyttan
- Saxhyttan, Hällefors kommun
- Saxhyttan, Ludvika kommun
- Siggebohyttan
- Skrikarhyttan
- Spännarhyttan
- Skenshyttan
- Stenshyttan
- Torhyttan
- Ulvshyttan
- Vekhyttan
- Vikhyttan
- Vikmanshyttan
- Västgöthyttan
- Åsmundshyttan
- Älvhyttan